# Shakuntala Banerjee

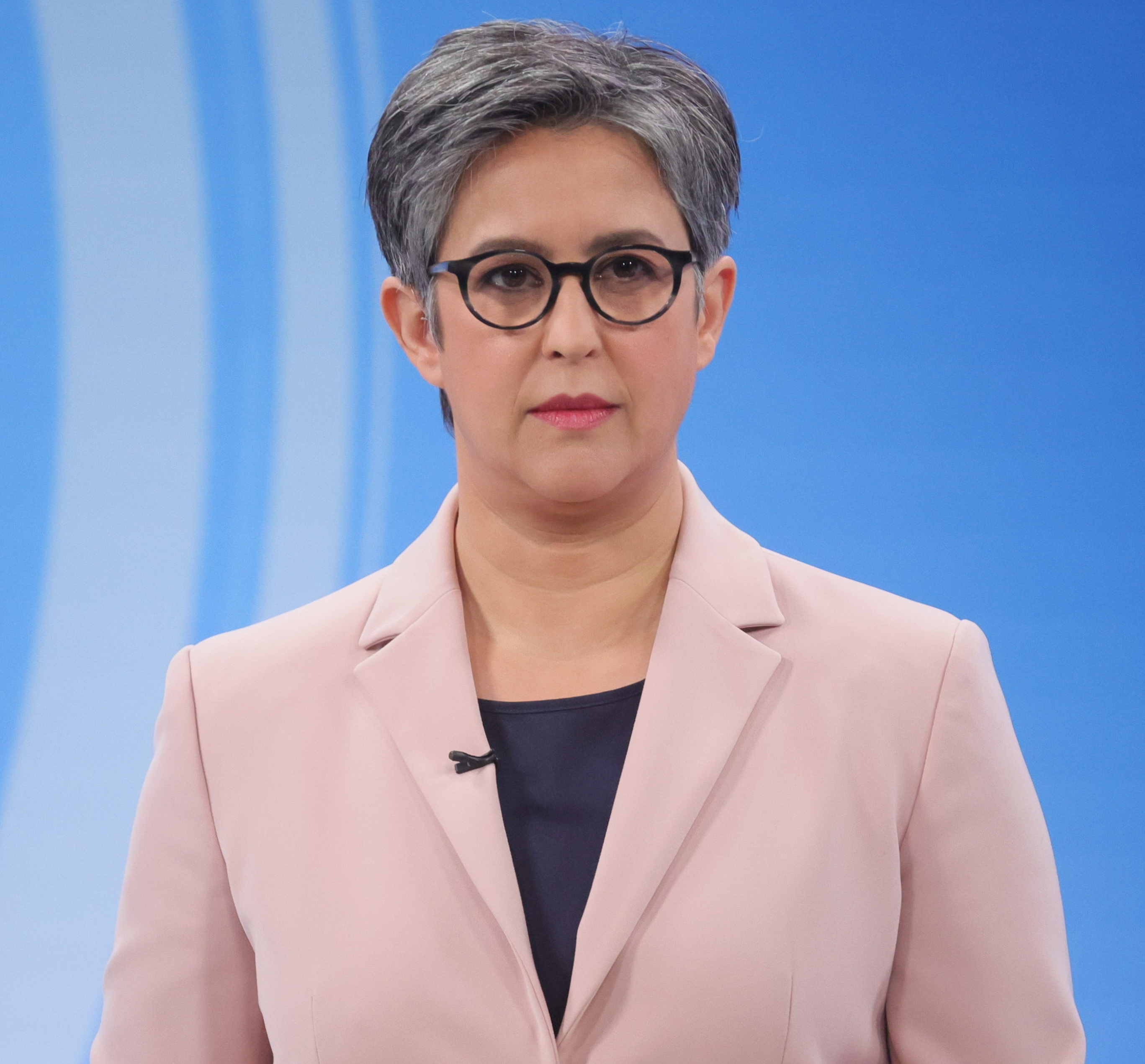
Shakuntala Banerjee, 2025

Shakuntala Banerjee (* 1973 in Rheydt) ist eine deutsche Journalistin, Reporterin und Fernsehmoderatorin.

## Leben
Sie wuchs als Tochter einer Deutschen und eines Inders im Mönchengladbacher Stadtteil Rheydt auf und erwarb das Abitur an der Bischöflichen Marienschule Mönchengladbach.
Banerjee studierte Philosophie, Germanistik, Indologie, später Politikwissenschaft und Öffentliches Recht in Bonn. 
Während des Studiums sammelte sie erste journalistische Erfahrungen als studentische Hilfskraft in den Kölner Studios von WDR und RTL.
Nach ihrem Studium arbeitete Shakuntala Banerjee beim Aufbau des Volk Verlages in München mit und betreute an der Universität Erfurt am Lehrstuhl für Vergleichende Regierungslehre die Herausgabe des Lexikons ökonomischer Werke mit. 2003 kam Banerjee zunächst als freie Mitarbeiterin zum ZDF, ab 2005 war sie als Reporterin der Mainzer ZDF-Redaktion für das Magazin Drehscheibe Deutschland tätig und berichtete für den blickpunkt. Von 2008 bis 2011 arbeitete Shakuntala Banerjee als Referentin für die ZDF-Chefredakteure Nikolaus Brender und Peter Frey. Ab Ende 2011 berichtete Banerjee als Reporterin aus dem ZDF-Landesstudio Hessen, ab 2015 war sie Korrespondentin in Brüssel. Von 2019 bis 2024 war sie stellvertretende Leiterin des ZDF-Hauptstadtstudios in Berlin und moderierte die Sendung Berlin direkt im Wechsel mit Theo Koll und später mit Diana Zimmermann. Zum 1. November 2024 wurde Banerjee mit der Leitung der ZDF-Hauptredaktion Politik und Zeitgeschehen beauftragt.

## Auszeichnung
Im Jahr 2015 erhielt Banerjee den Medienpreis der Heinrich-Mörtl-Stiftung zur Förderung der Aus- und Weiterbildung von Polizei-Bediensteten des Landes Hessen für die Reportage Drogenmetropole Frankfurt – Der lange Weg gegen die Sucht.